# Sorte Legende
Den Sorte Legende er en fælles betegnelse for en række polemiske fortællinger om Spanien og dets befolkning, især i det 16. og 17. århundrede. Den Sorte Legende lever i mange lande, der tidligere har været i krig med Spanien (England, Frankrig og Holland) og udtrykkes ud fra et behov for at nedgøre Det Spanske Imperium. Kernen var måske sand, men med overdrivelser i mange af dem, nogle var endda løgn. Derfor blev de i det 20. århundrede kaldt legender. I Den Sorte Legende er spanierne altid exceptionelt ondskabsfulde, intolerante, tyranniserende, arrogante, obskurantistiske, dovne, fanatiske, grådige og forræderiske og helt anderledes end indbyggerne i de resterende lande.

## Legender
Omtalte legender indebærer blandt andet:
- Den Spanske Inkvisition.
- Spaniens erobring af Amerika og soldaternes måde at behandle befolkningen.
- Spaniens krige i Flandern og Holland.

## Definition
Forfattere har givet en definition af hvad Den Sorte Legende er:
| Citat               | An image of Spain circulated through late sixteenth-century Europe, borne by means of political and religious propaganda that blackened the characters of Spaniards and their ruler to such an extent that Spain became the symbol of all forces of repression, brutality, religious and political intolerance, and intellectual and artistic backwardness for the next four centuries. Spaniards … have termed this process and the image that resulted from it as ‘The Black Legend,’ la leyenda negra | Citat |
| Philip Wayne Powell | |       |

| Citat                         | The "Black Legend" is a term long used by Spanish writers to denote the ancient body of propaganda against the Iberian peoples which began [sic] in sixteenth century England and has since been a handy weapon for the rivals os Spain and Portugal in the religious, maritime, and colonial wars of those four centuries. | Citat |
| American Council of Education | |       |

## Undskyldning?
Den Sorte Legende er en modsætning til den Hvide eller Lyserøde Legende, der er undskyldninger for alle grusomhederne spanierne har begået under Det Spanske Imperiums tid.